# 122. Infanterie-Division (Wehrmacht)
Die 122. Infanterie-Division war ein Großverband des Heeres der deutschen Wehrmacht im Zweiten Weltkrieg.

## Geschichte
Die Division wurde am 7. Oktober 1940 durch den Wehrkreis II (Stettin) in der 11. Aufstellungswelle auf dem Truppenübungsplatz Groß Born zu je einem Drittel aus Truppenteilen der 32., der 258. und den bespannten Teilen der 14. Infanterie-Division zusammengestellt, welche in eine Division (mot.) umgewandelt wurde. Die Division war im Krieg gegen die Sowjetunion im Baltikum, bei der Belagerung Leningrads, in der Kesselschlacht von Demjansk, entscheidend bei der Schlacht um Cholm und bei Newel eingesetzt. Im März 1944 wurde die Division nach Helsinki gesandt, bereits Ende Juli 1944 nach dem Fall von Narva wieder an die russische Front zurückgeschickt.
Sie kapitulierte mit der Heeresgruppe Kurland am 8. Mai 1945.

## Gliederung
| 1941                                                                          | Juli 1944 |
| ----------------------------------------------------------------------------- | --- |
| - Infanterie-Regiment 409 - Infanterie-Regiment 410 - Infanterie-Regiment 411 | - Grenadier-Regiment 409 - Grenadier-Regiment 410 - Grenadier-Regiment 411 |
| - Aufklärungs-Abteilung 122                                                   | - Füsilier-Bataillon 122 |
| - Artillerie-Regiment 122                                                     | - Artillerie-Regiment 122 |
| - Pionier-Bataillon 122                                                       | - Pionier-Bataillon 122 |
| - Feldersatz-Bataillon 122                                                    | - Feldersatz-Bataillon 122 |
| - Panzerjäger-Abteilung 122                                                   | - Panzer-Jäger-Abteilung 122 (mot.) |
| - Divisions-Nachrichten-Abteilung 122                                         | - Nachrichten-Abteilung 122 (teilweise motorisiert) |
| - Divisions-Nachschubführer 122                                               | - Divisions-Nachschubtruppen 122 - Verwaltungs-Truppen 122 - Kraftfahrpark-Truppen 122 - Nachschub-Truppen 122 - Feld-Postamt 122 - Veterinär-Truppen 122 - Sanitäts-Truppen 122 |

## Führung

### Kommandeure
| Datum            | Dienstgrad                   | Name                        |
| ---------------- | ---------------------------- | --------------------------- |
| 5. Oktober 1940  | Generalmajor/Generalleutnant | Siegfried Macholz           |
| 8. Dezember 1941 | Generalleutnant              | Friedrich Bayer             |
| 17. Februar 1942 | Generalleutnant              | Siegfried Macholz           |
| 1. August 1942   | Oberst                       | Kurt Chill                  |
| 10. Oktober 1942 | Generalleutnant              | Gustav Hundt                |
| 14. Oktober 1942 | Oberst/Generalmajor          | Kurt Chill                  |
| 1. Dezember 1942 | Oberst                       | Adolf Westhoff              |
| 8. Januar 1943   | Oberst                       | Adolf Trowitz               |
| 15. Mai 1943     | Generalmajor                 | Alfred Thielmann            |
| 27. Juni 1943    | Generalleutnant              | Kurt Chill                  |
| 1. Februar 1944  | Generalmajor                 | Johann-Albrecht von Blücher |
| 4. Februar 1944  | Oberst/Generalmajor          | Hero Breusing               |
| 25. August 1944  | Generalleutnant              | Friedrich Fangohr           |
| 20. Januar 1945  | Oberst/Generalmajor          | Bruno Schatz                |

### Generalstabsoffiziere (Ia)
| Datum             | Dienstgrad     | Name                            |
| ----------------- | -------------- | ------------------------------- |
| 5. Oktober 1940   | Oberstleutnant | Hans-Joachim Schipp von Branitz |
| 20. Januar 1945   | Oberstleutnant | Helmut Weber                    |
| 10. November 1944 | Oberstleutnant | Gustav-Adolf Kuntzen            |

Divisionspfarrer
| Datum                          | Dienstgrad | Konfession | Name                  |
| ------------------------------ | ---------- | ---------- | --------------------- |
| 1. Januar 1942 bis 8. Mai 1945 | Major      | Evang.     | Alfred Heinrich Busse |
|                                |            | Kath.      | Mariano Graf von Spee |

## Ritterkreuzträger
| Auszeichnung | Name                                    | Datum         | Rang               | Dienststellung                              |
| ------------ | --------------------------------------- | ------------- | ------------------ | ------------------------------------------- |
| Ritterkreuz  | Tromm, Heinrich                         | 15. Nov. 1941 | Oberstleutnant     | Kdr Inf. Rgt 411                            |
| Ritterkreuz  | Baasch, Johannes                        | 3. Mai 1942   | Oberleutnant d. R. | Chef 9./Inf. Rgt 410                        |
| Ritterkreuz  | Knaack, Kurt                            | 5. Nov. 1942  | Oberleutnant d. R. | Führer 2./Inf. Rgt 410                      |
| Ritterkreuz  | Schmidt, Burkhard                       | 6. Nov. 1942  | Major              | Führer II./Inf. Rgt 411                     |
| Ritterkreuz  | Nürnberger, Erich                       | 4. Dez. 1942  | Feldwebel          | Zugführer i. d. 12./Inf. Rgt 410            |
| Ritterkreuz  | Selle, Erich                            | 9. Dez. 1942  | Hauptmann d. R.    | Chef 12./Inf. Rgt 410                       |
| Ritterkreuz  | Both, Paul                              | 23. Dez. 1942 | Feldwebel          | Zugführer i. d. 3./Gren. Rgt 411            |
| Ritterkreuz  | Wittgenstein Freiherr von, Leo-Volkhard | 6. Apr. 1943  | Hauptmann          | Kdr III./Gren. Rgt 410                      |
| Ritterkreuz  | Fellmann, Erich                         | 6. Apr. 1943  | Hauptmann          | Kdr II./Gren. Rgt 409                       |
| Ritterkreuz  | Vollmer, Günter                         | 20. Apr. 1943 | Oberleutnant d. R. | Führer 3./Gren. Rgt 411                     |
| Ritterkreuz  | Borchardt, Helmut                       | 30. Apr. 1943 | Unteroffizier      | Gruppenführer i. d. 2./Gren. Rgt 409        |
| Ritterkreuz  | Neitzel, Walter                         | 2. Juni 1943  | Hauptmann          | Führer I./Gren. Rgt 409                     |
| Ritterkreuz  | Klar, Eduard                            | 17. Juni 1943 | Wachtmeister       | VB i. d. 3./Art. Rgt 122                    |
| Ritterkreuz  | Rogge, Rudolf                           | 18. Nov. 1943 | Hauptmann d. R.    | Führer I./Art. Rgt 122                      |
| Ritterkreuz  | Müller, Erwin                           | 29. Feb. 1944 | Oberfeldwebel      | Truppführer i. d. 2./Pi. Btl 122            |
| Ritterkreuz  | Labenski, Helmut                        | 9. Apr. 1944  | Oberleutnant       | Chef 1./Gren. Rgt 409                       |
| Ritterkreuz  | Siegert, Wilhelm                        | 11. Apr. 1944 | Oberfeldwebel      | Zugführer i. d. StabsKp/Gren. Rgt 410       |
| Ritterkreuz  | Kirsten, Ernst                          | 15. Mai 1944  | Leutnant d. R.     | Führer 4./Gren. Rgt 410                     |
| Ritterkreuz  | Goerke, Rudolf                          | 9. Juni 1944  | Leutnant d. R.     | Führer 11./Gren. Rgt 410                    |
| Ritterkreuz  | Ruhl, Heinrich                          | 21. Sep. 1944 | Major              | Kdr Div. Füs. Btl (AA) 122                  |
| Eichenlaub   | Neitzel, Walter                         | 5. Sep. 1944  | Major              | Kdr I./Gren. Rgt 409                        |
| Ritterkreuz  | Steinhorst, Paul                        | 20. Okt. 1944 | Hauptmann          | Chef 6./Gren. Rgt 410                       |
| Ritterkreuz  | Kotlowski, Franz                        | 16. Nov. 1944 | Obergefreiter      | Gruppenführer i. d. 7./Gren. Rgt 411        |
| Ritterkreuz  | Reineke, Ewald                          | 18. Nov. 1944 | Unteroffizier      | Panzer-Kdt i. d. Stug. Abt 1122             |
| Eichenlaub   | Ruhl, Heinrich                          | 16. März 1945 | Major              | Kdr Div. Füs. Btl (AA) 122                  |
| Ritterkreuz  | Gerlach, Ludwig                         | 23. März 1945 | Hauptmann          | Kdr I./Gren. Rgt 409                        |
| Ritterkreuz  | Dederichs, Bruno                        | 14. Apr. 1945 | Major              | Führer Gren. Rgt 409                        |
| Ritterkreuz  | Reich, Johann                           | 14. Apr. 1945 | Unteroffizier      | Sturmzugführer 6./Gren. Rgt 411             |
| Ritterkreuz  | Kettmann, Rudolf                        | 17. Apr. 1945 | Unteroffizier      | Sturmgeschütz-Führer i. d. Pz. Jäg. Kp 1122 |
| Ritterkreuz  | Linde, Rudolf                           | 5. Mai 1945   | Major              | Kdr II./Gren. Rgt 410                       |

## Bekannte Divisionsangehörige
- Gustav-Adolf Kuntzen (1907–1998), war von 1964 bis 1967, als Generalmajor des Heeres der Bundeswehr, stellvertretender Generalinspekteur der Bundeswehr